# Dračevo (Macédoine du Nord)
Pour les articles homonymes, voir Dračevo.
Dračevo (en macédonien Драчево) est un grand village situé à Kisela Voda, l'une des dix communes spéciales qui constituent la ville de Skopje, capitale de la Macédoine du Nord. Le village comptait 19 246 habitants en 2002. Il se trouve au sud-est de l'agglomération de Skopje, sur la route de Studeničani. Sa proximité avec la ville et la croissance démographique le transforment peu à peu en banlieue résidentielle.

## Démographie
Lors du recensement de 2002, le village comptait :
- Macédoniens : 17 010
- Roms : 615
- Bosniaques : 408
- Turcs : 376
- Serbes : 289
- Albanais : 201
- Valaques : 44
- Autres : 303